# Chico Castillo
José Agustín Luis Castillo (Le Blanc-Mesnil, Francia; 3 de noviembre de 1967), conocido como Chico Castillo “The Gipsy” es un cantante, compositor y guitarrista francés con raíces españolas.
Fue uno de los vocalistas de la banda Gipsy Kings by André Reyes. En su música fusionó flamenco y árabe. Es embajador honorífico de la Unesco desde 1998.

## Carrera musical
A los 12 años participó en el primer festival pero no fue sino a los 17 años que se reunió con el patriarca de la familia Baliardo, Manitas de Plata, creador del sonido Gipsy cuando comenzó su carrera musical. Sus primeras canciones fueron “Esta loca” y “Todo pasará contigo”
Como integrante de la banda Gipsy Kings by André Reyes fusionó rumba flamenca, pop y ritmos latinos. Esta agrupación interpretó las canciones Bamboleo, Djobi djoba, "Volare" por las que 1989 obtuvieron un reconocimiento en Estados Unidos por permanecer cuarenta semanas en las listas de popularidad.
Como solista trabaja con Emilio Estefan. Tiene proyectos musicales con Carlinhos Brown. También, años atrás ha realizado algunos trabajos con Phil Collins y Julio Iglesias. Escribió el musical Don Juan, junto a Felix Gray. También participó en un filme con el francés Pierre Richard que se rodó en 2010. Se trata de una comedia musical policiaca.
Uno de sus temas, Alabina está presente en la película que ganó premios en Cannes “La Verite Si Je Mens”, con esta canción Chico Castillo vendió más de 14 millones de copias en todo el mundo.
En 2020, el cantante israelí Omer Adam invitó a Chico Castillo a cantar juntos la canción “Todo es la música”, una mezcla de pop y flamenco, con algunos sonidos árabes
Su más reciente producción la realizó junto a la venezolana Alicia Banquez, es una versión de la canción “Mi historia entre tus dedos” de Gianluca Grignani.

## Discografía
- Gipsy Unidos Great Hits (2015)
- Et Si Tu N'Existais Pas (2012)
- Vuelvo (2009)
- De Madrid Al Cielo (2009)
- Don Juan (2005)
- Love Needs You' (2005)
- Chico & The Gipsy Sound Batucada' (1998)
- Sera Sera'
- Hispanord
- Ponpero Fiesta
- Alabina'